# آدم ألبرت
آدم ألبرت (بالمجرية: Albert Ádám)‏ (16 أكتوبر 1990 ببودابست في المجر - ) هو لاعب كرة قدم مجري في مركز الوسط. لعب مع دوناكانيار-فاك وKaposvári Rákóczi FC ‏ وEgri FC ‏.

## وصلات خارجية
- آدم ألبرت على موقع اتحاد المجر (الهنغارية)
- آدم ألبرت على موقع قاعدة بيانات كرة القدم.إي يو (الإنجليزية)
- آدم ألبرت على موقع Soccerway.com (الإنجليزية)